# Czarface
Czarface (spesso stilizzato CZARFACE) è un supergruppo hip hop statunitense formato dal duo underground 7L & Esoteric e dal membro del Wu-Tang Clan Inspectah Deck.
L'album è ispirato al personaggio immaginario di Czarface.

## Discografia

### Album in studio
- 2013 – Czarface
- 2015 – Every Hero Needs a Villain
- 2016 – A Fistful of Peril
- 2017 – First Weapon Drawn
- 2018 – Czarface Meets Metal Face (con MF DOOM)
- 2019 – Czarface Meets Ghostface (con Ghostface Killah)
- 2019 – Double Dose of Danger
- 2019 – The Odd Czar Against Us!
- 2021 - Super What? (con MF DOOM)
- 2021 - Czar Noir